# Liste der Monuments historiques in Saint-Cyr-du-Doret
Die Liste der Monuments historiques in Saint-Cyr-du-Doret führt die Monuments historiques in der französischen Gemeinde Saint-Cyr-du-Doret auf.

## Liste der Objekte

### Kirche St-Cyr
| Bezeichnung | Beschreibung | Standort | Kennzeichnung | Schutzstatus | Datum | Bild |
| ----------- | --- | -------- | ------------- | ------------ | ----- | ---- |
| Glocke      | Bronze, 1771 gegossen | (Lage)   | PM17002567    | Inscrit      | 2013  |      |
| Hochaltar   | Altar, Tabernakel und Retabel; Holz, farbeig gefasst und vergoldet, 18. Jahrhundert Altargemälde Mariä Himmelfahrt; Öl auf Leinwand, 1873, von Ernest Lessieux | (Lage)   | PM17001051    | Inscrit      | 1979  |      |
| Kanzel      | Holz, 18. Jahrhundert | (Lage)   | PM17001052    | Inscrit      | 1979  |      |